# Valdivia
Valdivia – miasto w południowym Chile, położone u zbiegu trzech rzek: Calle Calle, Valdivia i Cau Cau, 15 km na wschód od nadmorskiego miasta Corral. Miasto jest stolicą regionu Los Ríos oraz prowincji Valdivia. Ludność: 151 tys. (2012).
W mieście znajduje się założony w 1954 uniwersytet Universidad Austral de Chile.
Miasto zostało założone w 1552 przez Pedro de Valdivia jako Santa María la Blanca de Valdivia.
22 maja 1960 miasto zostało zniszczone przez najsilniejsze odnotowane współcześnie trzęsienie ziemi, zwane wielkim trzęsieniem chilijskim. Jego magnituda wyniosła 9,5 stopnia.
W mieście rozwinął się przemysł spożywczy, skórzany, włókienniczy, drzewny, papierniczy, metalowy oraz stoczniowy.

## Miasta partnerskie

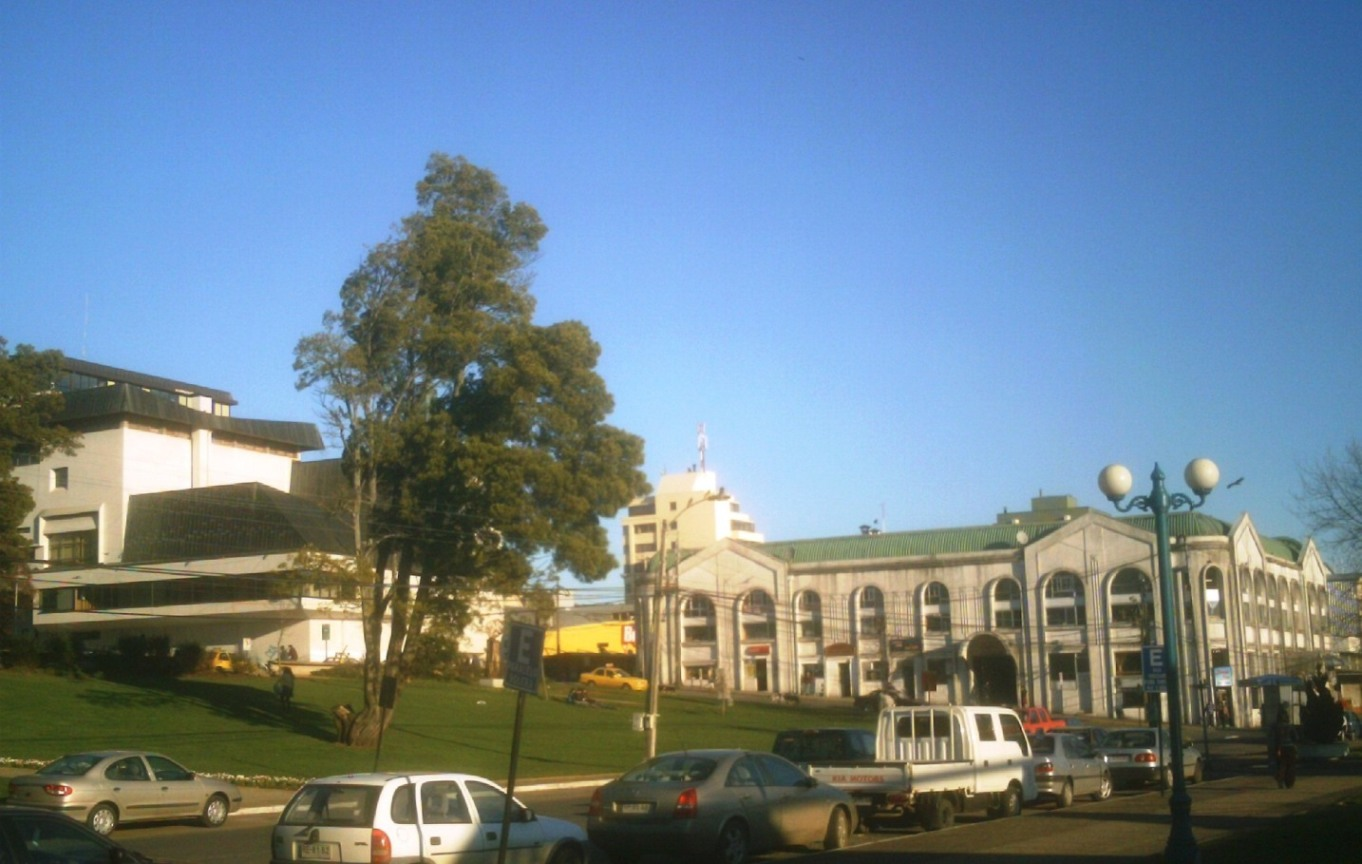
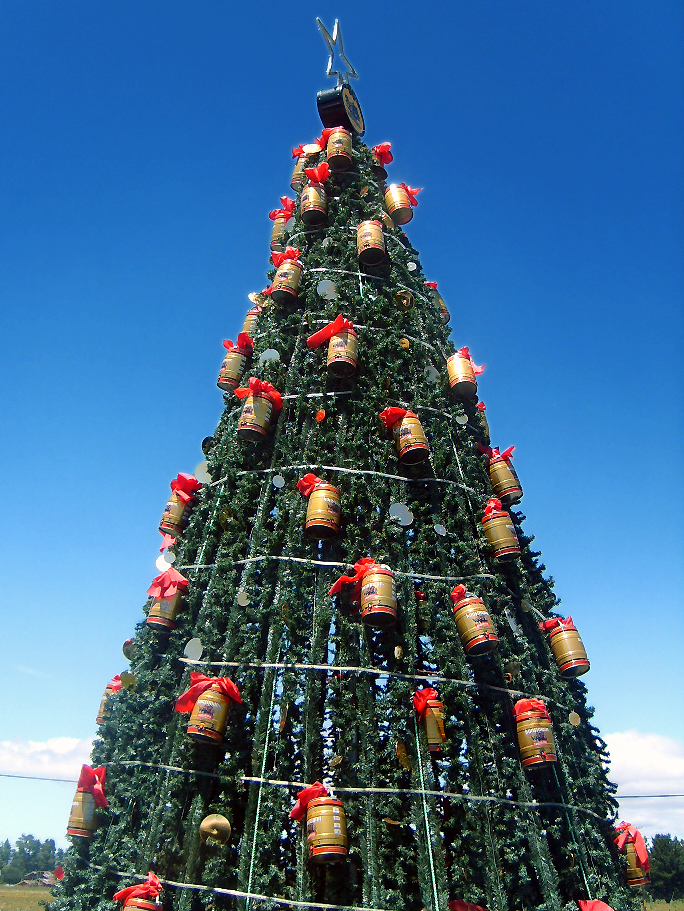
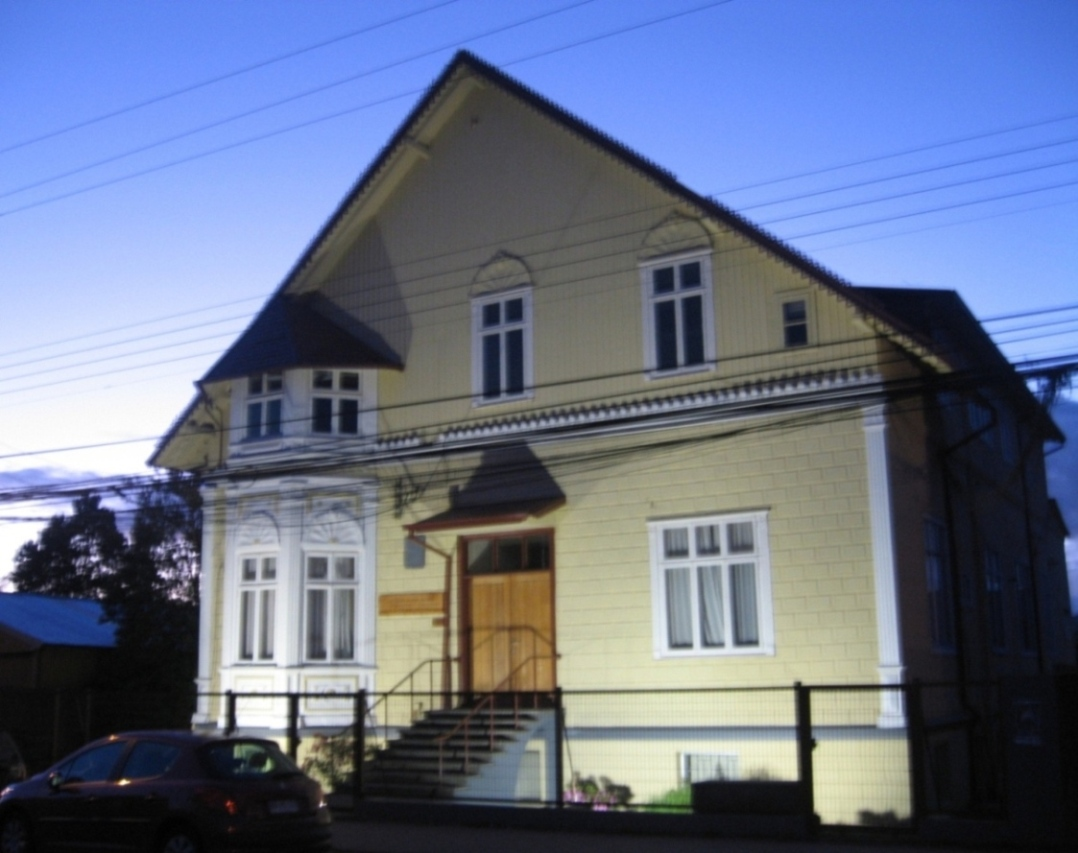
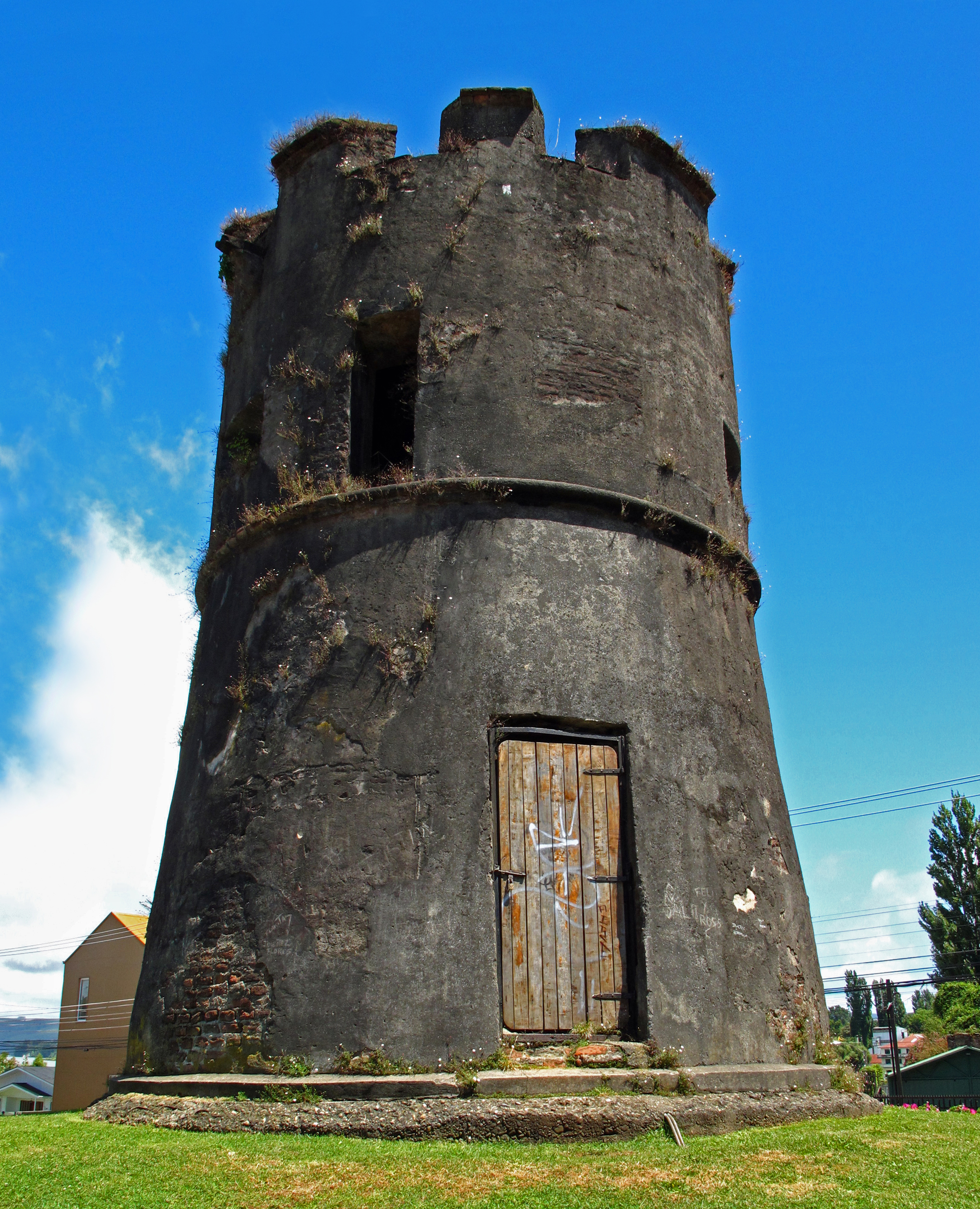
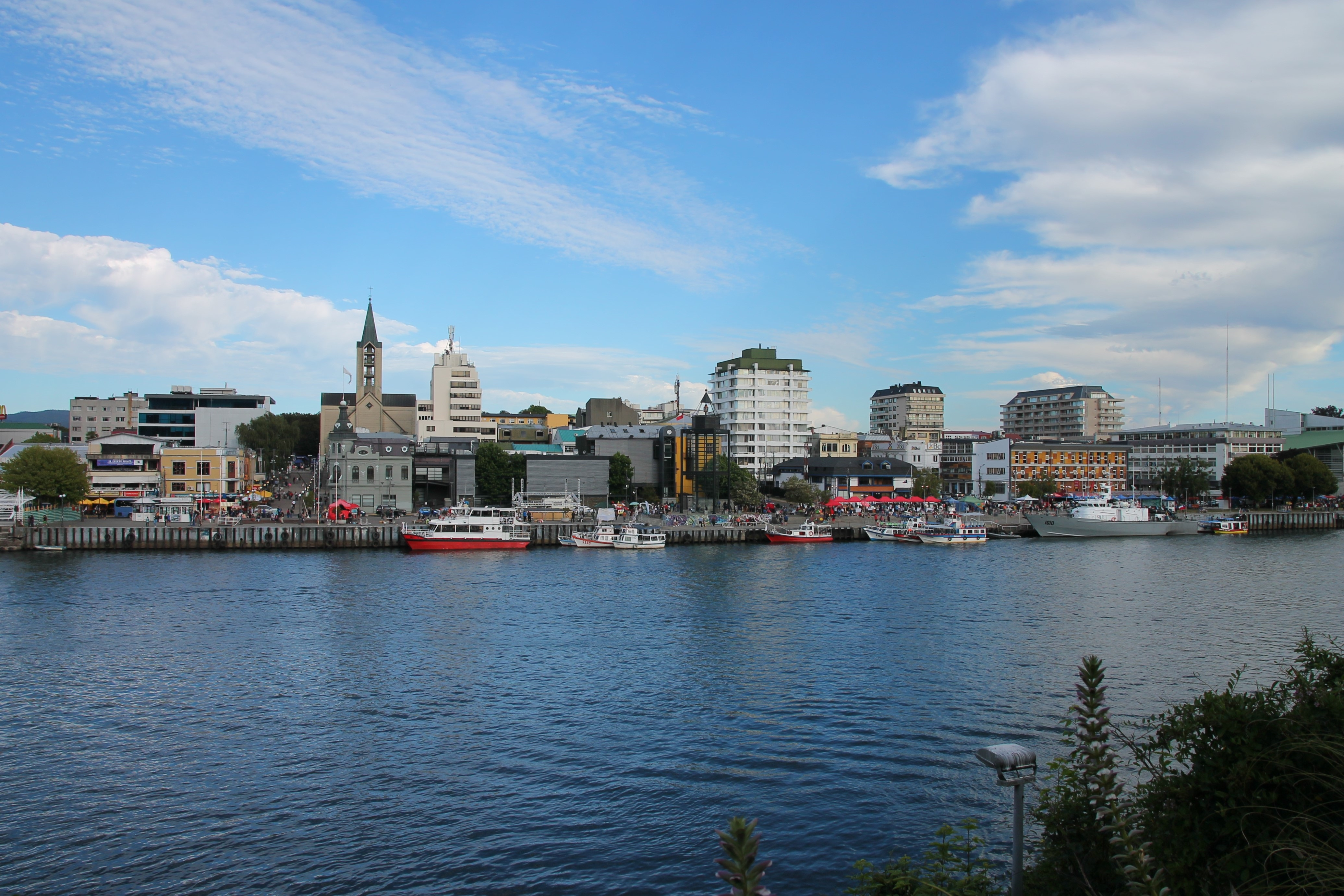

- Mount Pleasant